# Ewan MacColl

James Henry Miller (25. januar 1915 – 22. oktober 1989), bedre kendt under sit kunstnernavn Ewan MacColl, var en britisk folk singer-songwriter, folkemindesamler, fagforeningsaktivist og skuespiller. Han blev født i England af skotske forældre, og han er kendt som en initiativtagerne til 1960'erne folkemusik-opblomstring samt for at have skrevet sange som "The First Time Ever I Saw Your Face" og "Dirty Old Town".
MacColl indsamlede hundredevis af traditionelle folkeviser, inklusive en version af "Scarborough Fair", der senere blev populariseret af Simon & Garfunkel, og han udgav adskillige albums med A.L. Lloyd, Peggy Seeger og flere andre, hovedsageligt med traditionel folkemusik. Han skrev også mange venstreorienterede politiske sange, og forblev kommunist igennem hele sit liv og var involveret i politisk aktivisme.
Han modtog Grammy Award for årets sang for sin sang "The First Time Ever I Saw Your Face", der blev sunget af Roberta Flack.
Han skrev over 300 sange, og de er blevet indspillet af en lang række kunstnere og bands, heriblandt Planxty, the Dubliners, Dick Gaughan, Phil Ochs, the Clancy Brothers, Elvis Presley, Weddings Parties Anything, The Pogues og Johnny Cash. I 2001 udkom The Essential Ewan MacColl Songbook der inkluderer tekst og noder til 200 af hans sange. Dick Gaughan, Dave Burland og Tony Capstick udgav sammen The Songs of Ewan MacColl (1978; 1985).

## Diskografi
Soloalbums
- Scots Street Songs (1956)
- Shuttle and Cage (1957)
- Barrack Room Ballads (1958)
- Still I Love Him (1958)
- Bad Lads and Hard Cases (1959)
- Songs of Robert Burns (1959)
- Haul on the Bowlin'(1961)
- The English and Scottish Popular Ballads (Child Ballads) (1961)
- Broadside Ballads, vols 1 and 2 (1962)
- Off to Sea Once More (1963)
- Four Pence a Day (1963)
- British Industrial Folk songs (1963)
- Bundook Ballads (1967)
- The Wanton Muse (1968)
- Paper Stage 1 (1969)
- Paper Stage 2 (1969)
- Solo Flight (1972)

Samarbejde – Bob and Ron Copper, Ewan MacColl, Isla Cameron, Seamus Ennis og Peter Kennedy
- As I Roved Out (1953–54)

Samarbejde – A. L. Lloyd, Ewan MacColl, Louis Killen, Ian Campbell, Cyril Tawney, Sam Larner og Harry H. Corbett
- Blow the Man Down (EP) (1956)

Samarbejde – med A. L. Lloyd
- A Hundred Years Ago (EP) (1956)
- The Coast of Peru (EP) (1956)
- The Singing Sailor (1956)
- The English and Scottish Popular Ballads (The Child Ballads) Vol 1 (1956)
- The English and Scottish Popular Ballads (The Child Ballads) Vol 2 (1956)
- The English and Scottish Popular Ballads (The Child Ballads) Vol 3 (1956)
- The English and Scottish Popular Ballads (The Child Ballads) Vol 4 (1956)
- The English and Scottish Popular Ballads (The Child Ballads) Vol 5 (1956)
- Gamblers and Sporting Blades (E.P.) (1962) (accompanied by Steve Benbow)
- Bold Sportsmen All: Gamblers & Sporting Blades (1962, with Roy Harris)
- English and Scottish Folk Ballads (1964)
- A Sailor's Garland (1966)
- Blow Boys Blow (1967)

Ewan MacColl og Peggy Seeger
- Second Shift – Industrial Ballads (1958)
- Chorus From The Gallows (1960)
- Popular Scottish Songs (1960)
- New Briton Gazette, Vol. 1 (1960)
- Songs Against the Bomb (1960)
- Classic Scots Ballads (1961)
- Bothy Ballads of Scotland (1961)
- Two Way Trip (1961)
- New Briton Gazette, Vol. 2 (1962)
- Jacobite Songs – The Two Rebellions 1715 and 1745 (1962)
- Steam Whistle Ballads (1964)
- Traditional Songs and Ballads (1964)
- The Amorous Muse (1966)
- The Manchester Angel (1966)
- The Long Harvest 1 (1966)
- The Long Harvest 2 (1967)
- The Long Harvest 3 (1968)
- The Angry Muse (1968)
- The Long Harvest 4 (1969)
- The Long Harvest 5 (1970)
- The World Of Ewan MacColl And Peggy Seeger (1970)
- The Long Harvest 6 (1971)
- The Long Harvest 7 (1972)
- The World Of Ewan MacColl And Peggy Seeger Vol. 2 – Songs from Radio Ballads (1972)
- At The Present Moment (1972)
- Folkways Record of Contemporary Songs (1973)
- The Long Harvest 8 (1973)
- The Long Harvest 9 (1974)
- The Long Harvest 10 (1975)
- Saturday Night at The Bull and Mouth (1977)
- Cold Snap (1977)
- Hot Blast (1978)
- Blood and Roses (1979)
- Kilroy Was Here (1980)
- Blood and Roses 2 (1981)
- Blood and Roses 3 (1982)
- Blood and Roses 4 (1982)
- Blood and Roses 5 (1983)
- Freeborn Man (1983) [reissued 1989]
- Daddy, What did You Do in The Strike? (1984) [cassette mini-album]
- White Wind, Black Tide – Anti-Apartheid Songs (1986) [cassette album]
- Items of News (1986)

Ewan MacColl/The Radio Ballads (1958–1964)(*)
- Ballad of John Axon (1958)
- Song of a Road (1959)
- Singing The Fishing (1960)
- The Big Hewer (1961)
- The Body Blow (1962)
- On The Edge (1963)
- The Fight Game (1964)
- The Travelling People (1964)

(* Blanding af dokumentar, drama og sang, sendt på BBC radio)
Singler
- "Van Dieman's Land" / "Lord Randall"
- "Sir Patrick Spens" / "Eppie Morrie"
- "Parliamentary Polka" / "Song of Choice"
- "Housewife's Alphabet" / "My Son"
- "The Shoals of Herring"

 Posthume opsamlingsalbum
- Naming of Names (1990) (LP/CD)
- Black and White (1991) (CD)

 Gæsteoptræden
- The Unfortunate Rake (1960)
- The Iron Muse (1993) (CD)
- It Was Mighty – The Early Days of Irish Music in London (2016) from Topic Records includes a number of recordings made by MacColl.